# Episodi di Room 222 (seconda stagione)
La seconda stagione della serie televisiva Room 222 è stata trasmessa in anteprima negli Stati Uniti d'America dalla ABC tra il 23 settembre 1970 e il 7 aprile 1971.
| nº | Titolo originale                                     | Titolo italiano | Prima TV USA      | Prima TV Italia |
| -- | ---------------------------------------------------- | --------------- | ----------------- | --------------- |
| 1  | Write On, Brother                                    |                 | 23 settembre 1970 |                 |
| 2  | The Laughing Majority                                |                 | 30 settembre 1970 |                 |
| 3  | The Lincoln Story                                    |                 | 7 ottobre 1970    |                 |
| 4  | Adam's Lib                                           |                 | 14 ottobre 1970   |                 |
| 5  | Choose One & They Lived Happily/Unhappily Ever After |                 | 21 ottobre 1970   |                 |
| 6  | Captain of the Team                                  |                 | 28 ottobre 1970   |                 |
| 7  | Only a Rose                                          |                 | 4 novembre 1970   |                 |
| 8  | The Fuzz That Grooved                                |                 | 11 novembre 1970  |                 |
| 9  | Half Way                                             |                 | 18 novembre 1970  |                 |
| 10 | Dreams of Glory                                      |                 | 25 novembre 1970  |                 |
| 11 | The Valediction                                      |                 | 2 dicembre 1970   |                 |
| 12 | Mel Wertz and the Nickel-Plated Toothpick            |                 | 16 dicembre 1970  |                 |
| 13 | What Would We Do Without Bobbie?                     |                 | 23 dicembre 1970  |                 |
| 14 | Cheating                                             |                 | 6 gennaio 1971    |                 |
| 15 | Now, About That Cherry Tree                          |                 | 13 gennaio 1971   |                 |
| 16 | Mr. Bomberg                                          |                 | 20 gennaio 1971   |                 |
| 17 | The Long Honeymoon                                   |                 | 27 gennaio 1971   |                 |
| 18 | Opportunity Room                                     |                 | 3 febbraio 1971   |                 |
| 19 | The Last Full Moon                                   |                 | 10 febbraio 1971  |                 |
| 20 | Hip Hip Hooray                                       |                 | 17 febbraio 1971  |                 |
| 21 | Paul Revere Rides Again                              |                 | 3 marzo 1971      |                 |
| 22 | I Hate You, Silas Marner                             |                 | 10 marzo 1971     |                 |
| 23 | You Can Take the Boy Out of the Country, But...      |                 | 17 marzo 1971     |                 |
| 24 | If It's Not Here, Where Is It?                       |                 | 24 marzo 1971     |                 |
| 25 | Laura Fay, You're Okay!                              |                 | 31 marzo 1971     |                 |
| 26 | A Sort of Loving                                     |                 | 7 aprile 1971     |                 |